# Leucoloma pallidulum
Leucoloma pallidulum är en bladmossart som beskrevs av Thériot 1923. Leucoloma pallidulum ingår i släktet Leucoloma och familjen Dicranaceae. Inga underarter finns listade i Catalogue of Life.